# Eina pneumàtica
Una eina pneumàtica, eina d'aire, eina pneumàtica o eina pneumàtica és un tipus d'eina, accionada per aire comprimit subministrat per un compressor d'aire. Les eines pneumàtiques també poden funcionar amb diòxid de carboni comprimit ( CO2 ) emmagatzemat en cilindres petits que permeten la seva portabilitat.
La majoria d'eines pneumàtiques converteixen l'aire comprimit en treball mitjançant un motor pneumàtic. En comparació amb les eines elèctriques equivalents, les eines pneumàtiques són més segures de fer funcionar i mantenir, sense risc d'espurnes, curtcircuits o electrocució, i tenen una relació potència-pes més alta, cosa que permet que una eina més petita i lleugera realitzi la mateixa tasca. A més, és menys probable que s'autodestrueixin en cas que l'eina estigui bloquejada o sobrecarregada.
Les eines pneumàtiques de grau general amb una vida útil curta solen ser menys cares i es consideren "eines d'un sol ús" en les indústries d'utillatge, mentre que les eines pneumàtiques de grau industrial amb una vida útil llarga són més cares. En general, les eines pneumàtiques són més barates que les eines elèctriques equivalents. Tot i això, encara cal una lubricació regular de les eines.
La majoria de les eines pneumàtiques s'han d'alimentar amb aire comprimit a una pressió de 4 a 6 bar.

## Avantatges i desavantatges
Les eines pneumàtiques tenen molts avantatges que han contribuït a la seva popularitat. Els avantatges d'utilitzar aire comprimit per a eines elèctriques són:
- Preu baix
- Seguretat en l'ús
- Fàcil d'operar
- Portàtil
- Taxes de robatori baixes

El principal desavantatge de les eines pneumàtiques és la necessitat d'un compressor d'aire, que pot ser car. Les eines pneumàtiques també s'han de mantenir correctament i s'han de greixar regularment. No mantenir les eines pot provocar deteriorament a causa de l'acumulació d'oli i aigua residuals.

## Termes tècnics
Les eines pneumàtiques es classifiquen utilitzant diverses mètriques: velocitat en buit (rpm), pressió d'aire (psi/bar), consum d'aire (cfm/scfm o m3/min), potència (hp) i mida del cargol. Cada eina individual té els seus propis requisits específics que determinen la seva compatibilitat amb els sistemes de compressor d'aire.
El cabal o flux d'aire, relacionat amb el consum d'aire en eines pneumàtiques, representa la quantitat d'aire comprimit que passa a través d'una secció durant una unitat de temps. Es representa en l/min, m3, al valor equivalent a l'aire lliure en condicions d'atmosfera de referència estàndard (SRA). Per exemple: +20 c, 65% d'humitat relativa, 1013 mbar, d'acord amb les normes NFE.

## Tipus d'eines pneumàtiques

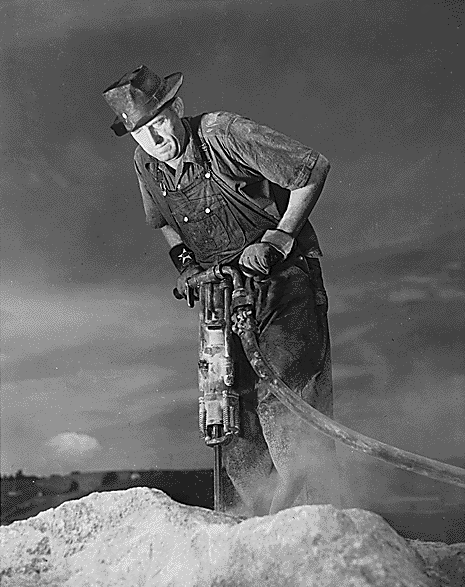
Perforació d'un forat de voladura amb un trepant pneumàtic (martell pneumàtic).

Les eines pneumàtiques vénen en moltes formes i mides, incloent-hi eines manuals petites i grans.

Els tipus més comuns d'eines pneumàtiques inclouen:
- Carraca pneumàtica
- Aerògraf
- Martell pneumàtic (forja)
- Martell pneumàtic (clavadora)
- Esmoladora angular[4]
- Tamponador de farciment[4]
- Claus d'impacte[[4]
- Pistola de claus
- Martell pneumàtic[5]

- Trepant pneumàtic[5]
- Gat pneumàtic (dispositiu)
- Agitador de pintura pneumàtic[6]
- Rematxadora pneumàtica[5]
- Lijadores[4]
- Sorrejadora
- Cisales
- Pulveritzador de pintura
- Martell remachador
- Serra pneumàtica
- Rematxadora cega

## Fabricants
- Chicago Pneumatic
- Kirloskar[7] Pneumatic
- AIMCO
- Apex Tool Group
- Atlas Copco
- ZIPP GROUP
- Campbell Hausfeld
- 3M
- China Pneumatic
- Compair Broomwade Ltd
- Craftsman
- DeVilbiss Air Power Company
- Festo
- Husky (tools)
- Ingersoll-Rand
- JET
- Kobalt (tools)
- Mac Tools
- Makita
- Matco Tools
- Osaka
- Patco Air Tools
- Porter-Cable
- RAD Torque Systems
- Snap-on
- ZIPP TOOL
- Katashi